# Глыга, Григорий Семёнович
Григо́рий Семёнович Глы́га (1913—1982) — гвардии майор Советской Армии, участник Великой Отечественной войны, Герой Советского Союза (1945).

## Биография
Григорий Глыга родился 17 ноября 1913 года в посёлке Алексеево-Орловка (ныне — город Шахтёрск Донецкой области Украины) в крестьянской семье. Окончил семь классов школы, после чего работал бухгалтером элеватора в посёлке Кутейниково Амвросиевского района. В 1935 году Глыга был призван на службу в Рабоче-крестьянскую Красную Армию. В 1938 году он окончил курсы младших лейтенантов, в 1939 году — Харьковскую военно-авиационную школу штурманов. С августа 1941 года — на фронтах Великой Отечественной войны. Участвовал в боях на Крымском, Юго-Западном, Южном, Сталинградском, Воронежском, Степном и 2-м Украинском фронтах.
К апрелю 1945 года гвардии майор Григорий Глыга был штурманом 81-го гвардейского бомбардировочного авиаполка 1-й гвардейской бомбардировочной авиадивизии 6-го гвардейского бомбардировочного авиакорпуса 2-й воздушной армии 1-го Украинского фронта. К тому времени он совершил 136 боевых вылетов.
Указом Президиума Верховного Совета СССР от 27 июня 1945 года за «oбразцовое выполнение боевых заданий командования на фронте борьбы с немецкими захватчиками и проявленные при этом мужество и героизм» гвардии майор Григорий Глыга был удостоен высокого звания Героя Советского Союза с вручением ордена Ленина и медали «Золотая Звезда» за номером 6510.
В 1946 году Глыга был уволен в запас. Работал диспетчером хлебозавода. Проживал в Одессе, умер 10 марта 1982 года, похоронен на Таировском кладбище Одессы.
Был также награждён двумя орденами Красного Знамени, орденами Отечественной войны 1-й степени и Красной Звезды, а также рядом медалей.